# Givi Georgijevics Nogyija
Givi Georgijevics Nogyija (grúzul: გივი ნოდია, oroszul: Гиви Георгиевич Нодия; Kutaiszi, 1948. január 2. – Tbiliszi, 2005. április 7.) grúz labdarúgóedző, korábban szovjet válogatott labdarúgó.

## Pályafutása

### A válogatottban
1967 és 1973 között 21 alkalommal szerepelt a szovjet válogatottban és 5 gólt szerzett. Részt vett az 1968-as és az 1972-es Európa-bajnokságon, illetve az 1970-es világbajnokságon.

## Sikerei, díjai

### Játékosként
Szovjetunió
- Európa-bajnoki döntős (1): 1972

Egyéni
- A szovjet bajnokság gólkirálya (1): 1970 (17 gól)

### Edzőként
Dinamo Tbiliszi
- Grúz bajnok (2): 1993–94, 2002–03
- Grúz kupa (2): 1993–94, 2002–03